# Parque Histórico Nacional George Rogers Clark
El Parque Histórico Nacional George Rogers Clark es un parque de la ciudad de Vincennes, en el estado de Indiana (Estados Unidos). Está  ubicado a orillas del río Wabash en lo que se cree que es el sitio de Fort Sackville y es en la actualidad un Parque Histórico Nacional de los Estados Unidos. El presidente Calvin Coolidge autorizó un monumento clásico y el presidente Franklin D. Roosevelt dedicó la estructura completa en 1936.
El 25 de febrero de 1779, el teniente coronel George Rogers Clark, hermano mayor de William Clark, lideró la captura de Fort Sackville y del vicegobernador británico Henry Hamilton como parte de la célebre Campaña de Illinois, que duró de 1778 a 1779. La marcha heroica de los hombres de Clark desde Kaskaskia en el río Misisipi a mediados del invierno y la posterior victoria sobre los británicos sigue siendo una de las hazañas de la Guerra de Independencia de los Estados Unidos.
En 1966, Indiana transfirió el sitio al Servicio de Parques Nacionales. Adyacente al monumento hay un centro de visitantes que presenta programas interpretativos y exhibiciones. El centro está situado en la calle 3 Sur. El sitio está ubicado en el distrito histórico de Vincennes.

## Historia

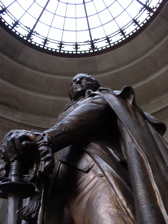
Estatua de bronce de George Rogers Clark de Hermon Atkins MacNeil debajo de la cúpula del platillo

El monumento está donde se cree que estaba ubicado Fort Sackville; ninguna evidencia arqueológica ha mostrado la ubicación exacta, pero se sabe que el sitio está dentro de los límites del parque. El episodio que se conmemora marcó el ápice de la carrera del general George Rogers Clark. Fue enviado por el estado de Virginia para proteger sus intereses en el Viejo Noroeste. Su campaña de 1778-1779 incluyó la fundación de Louisville y la captura de fuertes británicos en los valles de los ríos Ohio y Misisipi. Las fuerzas bajo el mando de Clark habían capturado Fort Sackville meses antes, pero cuando se le notificó que las fuerzas británicas bajo el mando de Henry Hamilton habían retomado el fuerte, Clark lideró una marcha desesperada para retomar el fuerte nuevamente para la causa estadounidense, y lo logró el 25 de febrero de 1779. Esto llevó a los recién formados Estados Unidos a reclamar el control de lo que se convertiría en los estados de Ohio, Illinois, Indiana, Míchigan y Wisconsin en el Tratado de París de 1783.
A medida que Vincennes creció en la década de 1800, invadió el sitio de Fort Sackville y se perdieron sus límites. En 1905, las Daughters of the American Revolution colocaron un marcador de piedra en lo que creían que era la ubicación del fuerte. En 1929, los residentes locales hicieron un gran esfuerzo para conmemorar el 150 aniversario de la campaña de Clark. El estado de Indiana optó por construir un monumento al triunfo del general Clark en la década de 1930, con la ayuda del Gobierno Federal; los fondos ascendieron a 2,5 millones de dólares. El monumento fue diseñado por el arquitecto neoyorquino Frederic Charles Hirons y dedicado el 14 de junio de 1936 por el presidente Franklin Roosevelt. Aunque el Servicio de Parques Nacionales en 1976 llamó al monumento terminado el "último gran monumento de estilo clásico" construido en los Estados Unidos, el Monumento del Estado de Nueva York a Theodore Roosevelt en el Museo Americano de Historia Natural por John Russell Pope también se completó en 1936, y Pope's Jefferson Memorial en Washington D. C. se completó entre 1939 y 1943, son de la misma época.

## Estructuras
El edificio conmemorativo es una estructura circular de granito rodeada por dieciséis columnas dóricas griegas estriadas de granito en una columnata perimetral, rematada con una cúpula tipo plato de paneles de vidrio y descansando sobre un estilobato. Las esquinas norte y este tienen baños y varias salas de mantenimiento. A excepción de los cuartos de mantenimiento, estos cuentan con paredes y techos de yeso, revestimientos de mármol y pisos de terrazo. Los visitantes ingresan al monumento subiendo treinta escalones de granito en la esquina noroeste. El sótano está sin terminar, con luces fluorescentes que revelan un techo y paredes de concreto a la vista y un piso de tierra.
Otras características prominentes en el parque incluyen la estatua de granito de Francisco Vigo de John Angel, una estatua monumental de 1,2 por 2,7 m con vistas al río Wabash erigida en 1934 que honra al comerciante ítalo-estadounidense que ayudó al general Clark. Los terrenos adyacentes de la Basílica de San Francisco Javier albergan una estatua de bronce de 1934 de Albin Polasek en honor al padre Pierre Gibault, otra figura en la Guerra de Independencia. Raoul Josset diseñó el Puente Lincoln Memorial sobre el río Wabash para complementar estéticamente el monumento. Incluye tallas en relieve diseñadas por un monumento de Nellie Walker en el lado del puente de Illinois y celebra la migración de Abraham Lincoln. Un muro de hormigón que protege el monumento y Vincennes de las inundaciones de Wabash también está diseñado en un estilo clásico complementario. Los terrenos también tienen un monumento a los soldados del condado de Knox que sirvieron en la Primera Guerra Mundial, un marcador que indica dónde probablemente estuvo el cuartel general de Clark durante su asedio a Fort Sackville, y el monumento original de las Daughters of the American Revolution, que se ha movido varias veces debido a la construcción del monumento principal.

## Galería
El muralista Ezra Winter ejecutó una serie de siete murales para el edificio.

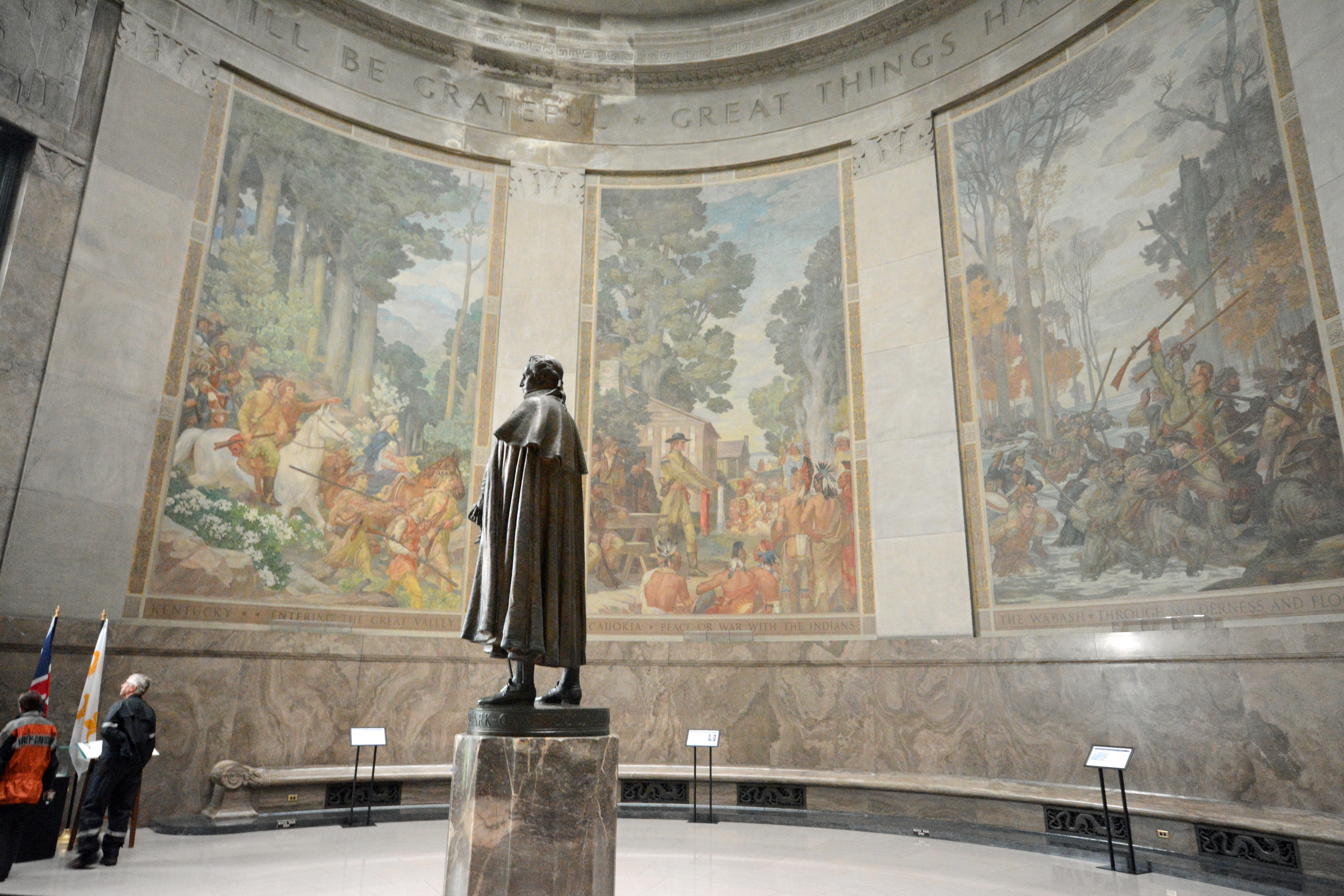
Murales a la izquierda
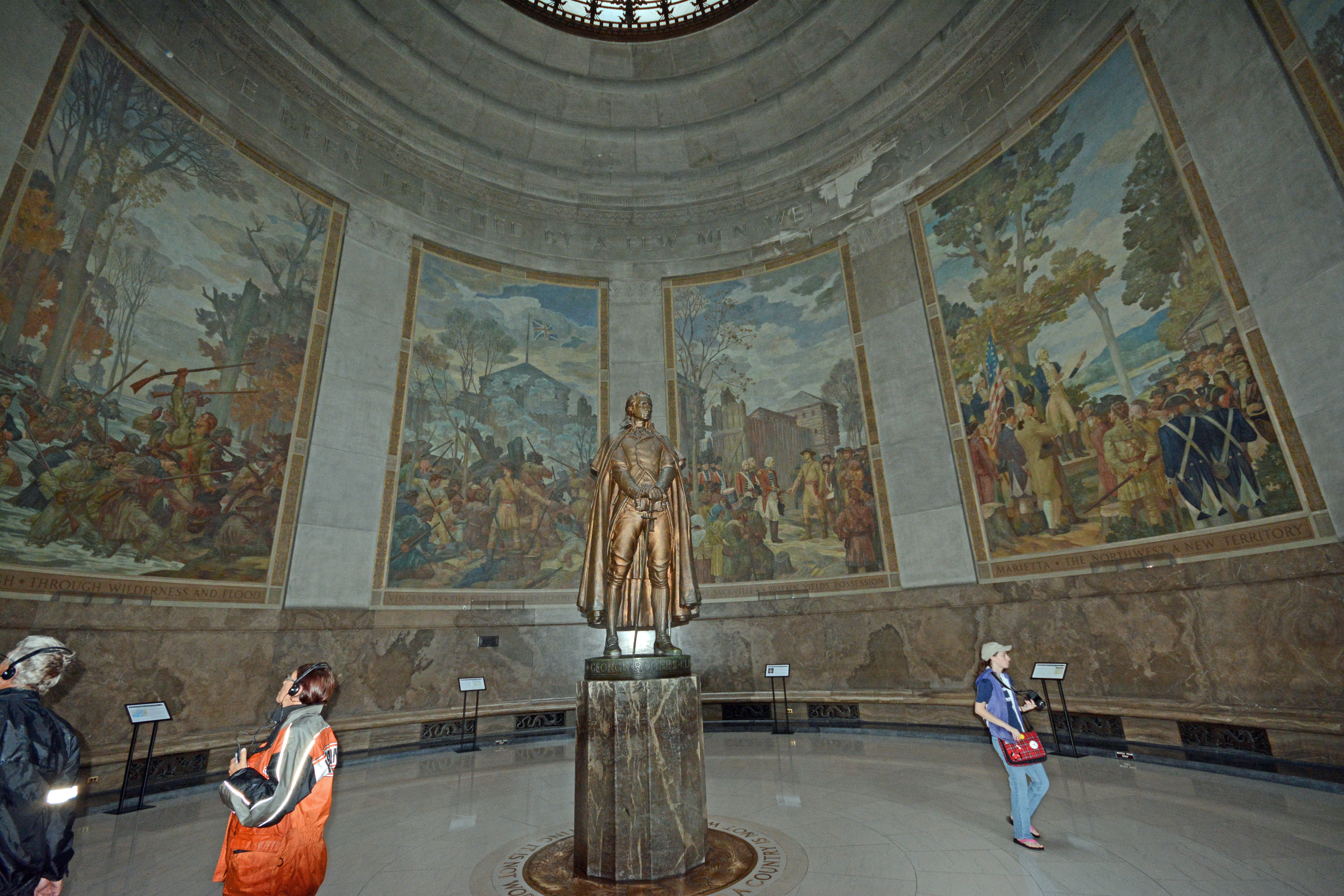
Estatua y murales en el centro.
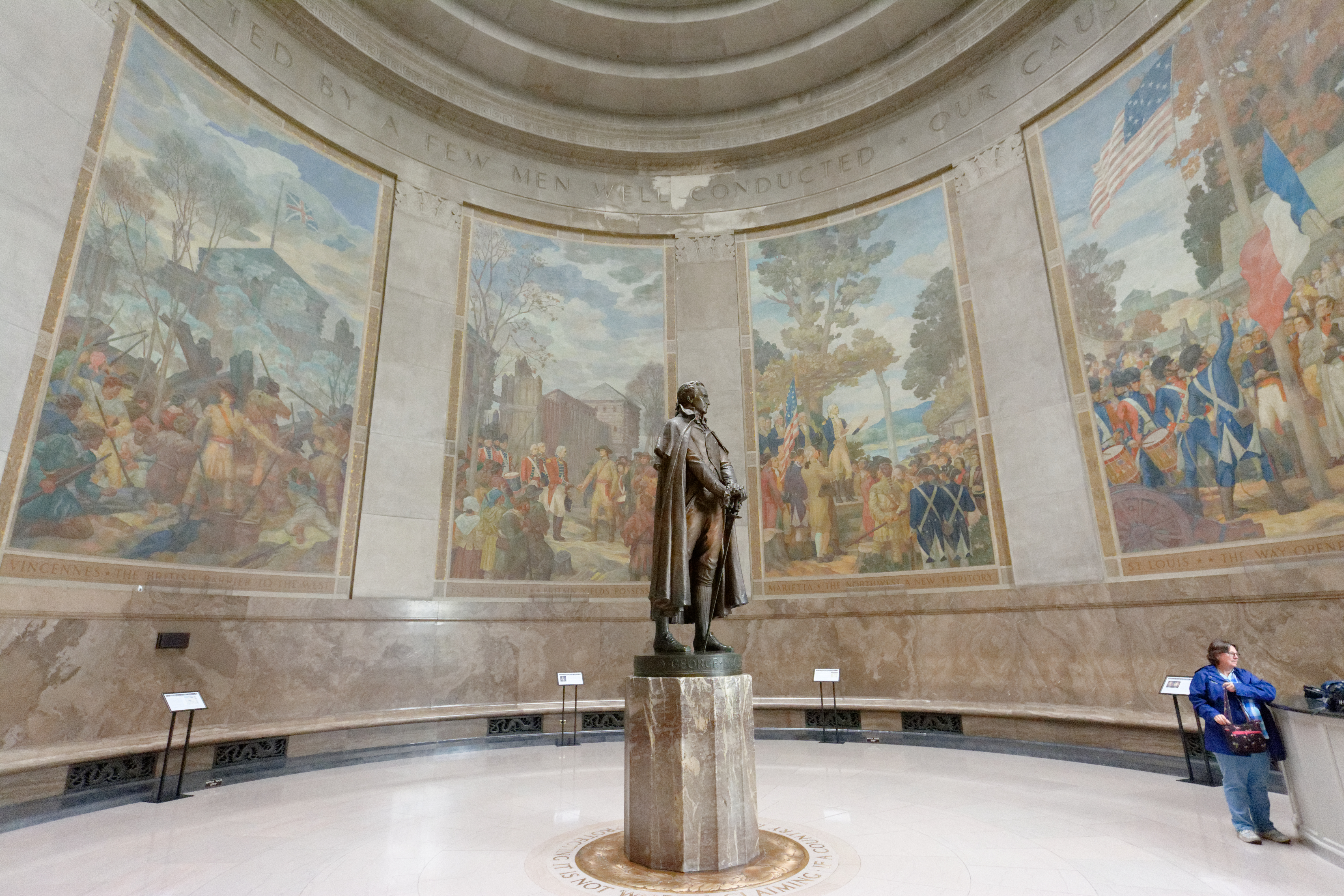
Murales a la derecha

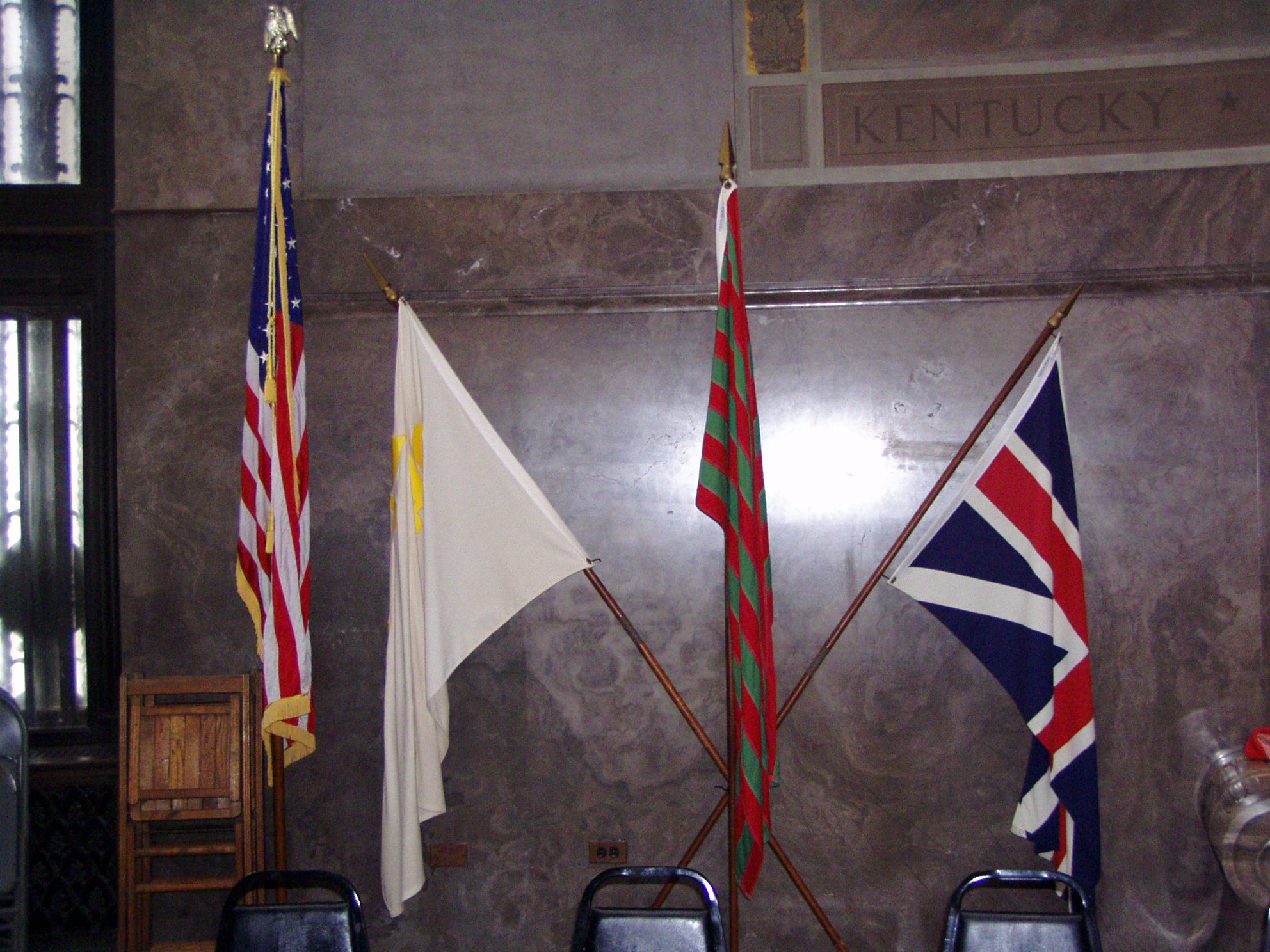
Exhibición de la bandera en el monumento
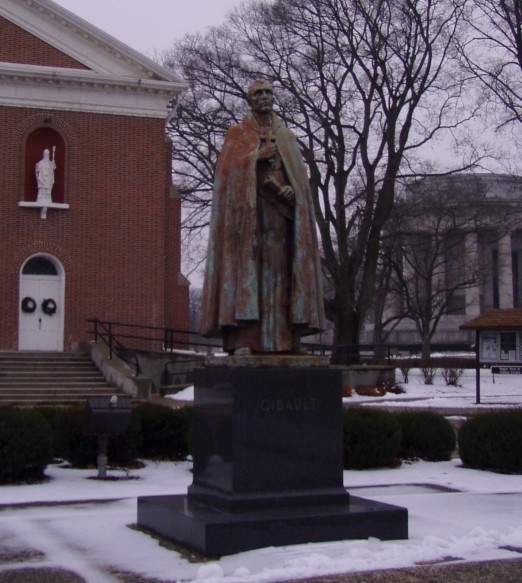
Estatua del Padre Pierre Gibault
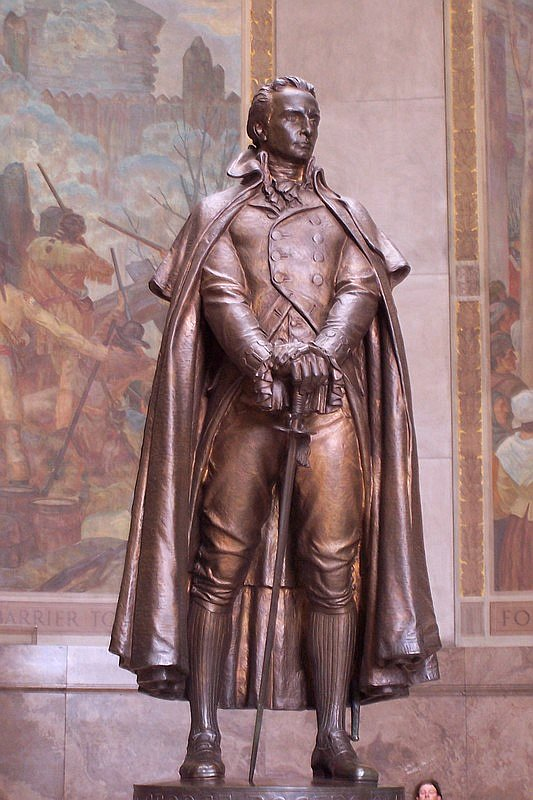
Clark de McNeil
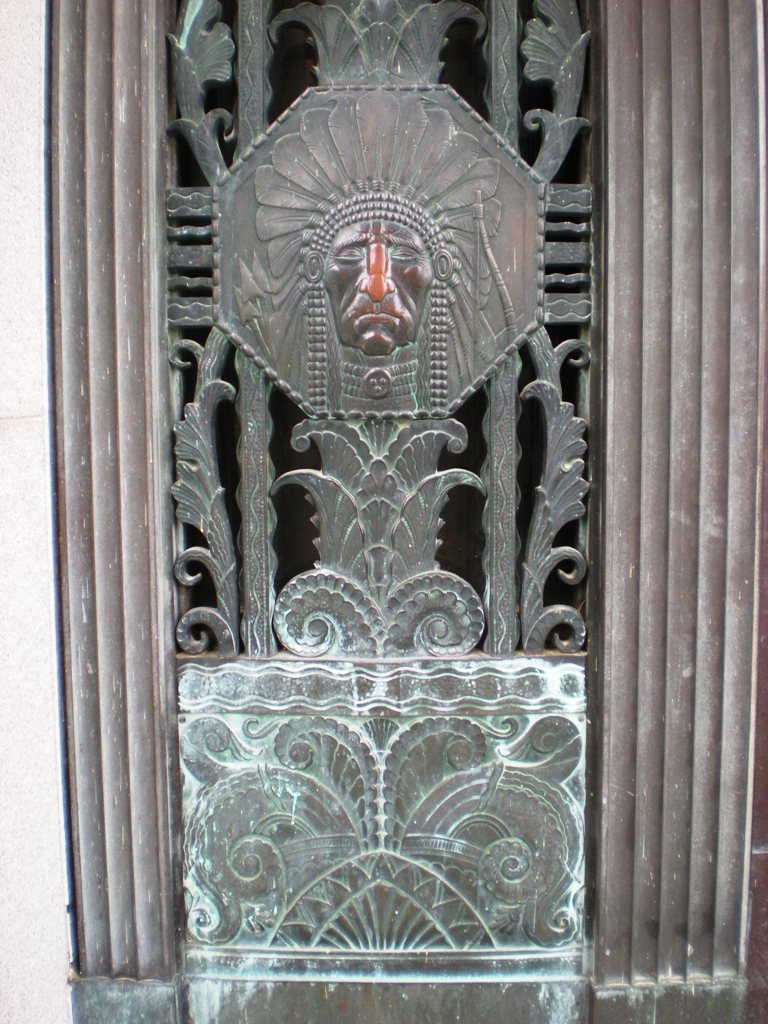
Puertas de bronce con detalles
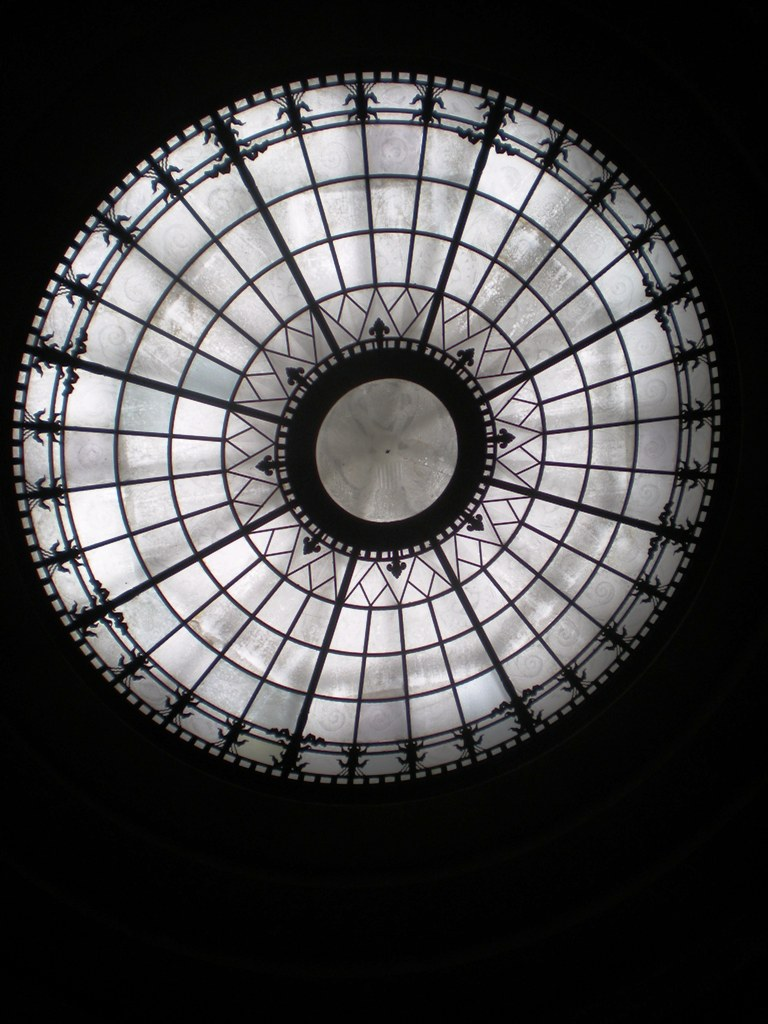
El techo de la rotonda
Tarjeta postal que muestra el monumento
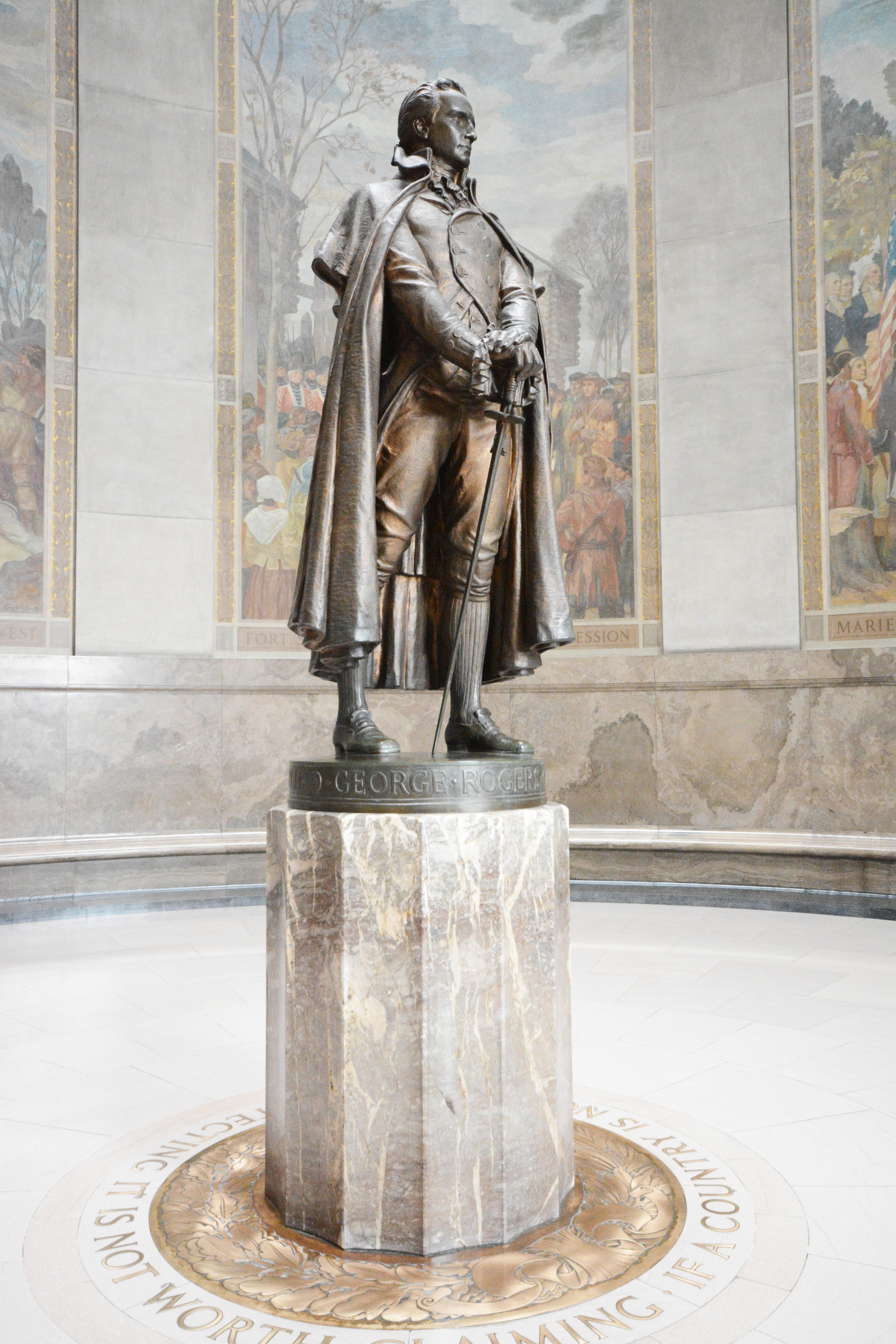
estatua de clark
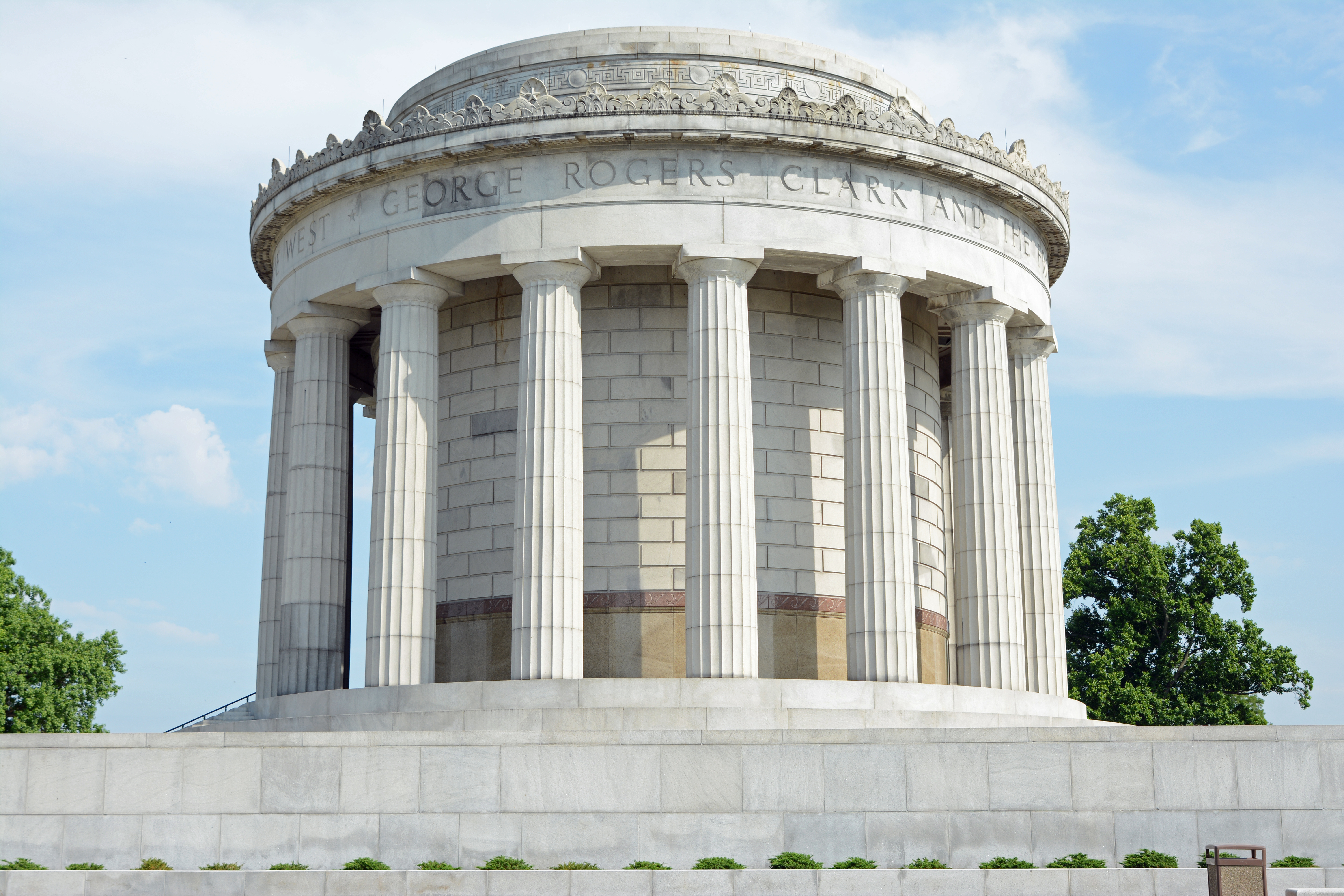
fuera del edificio
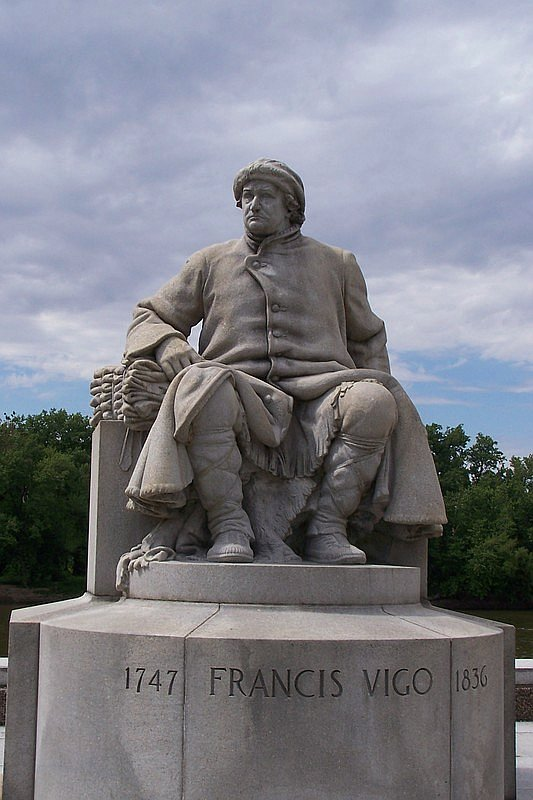
Estatua de Francisco Vigo
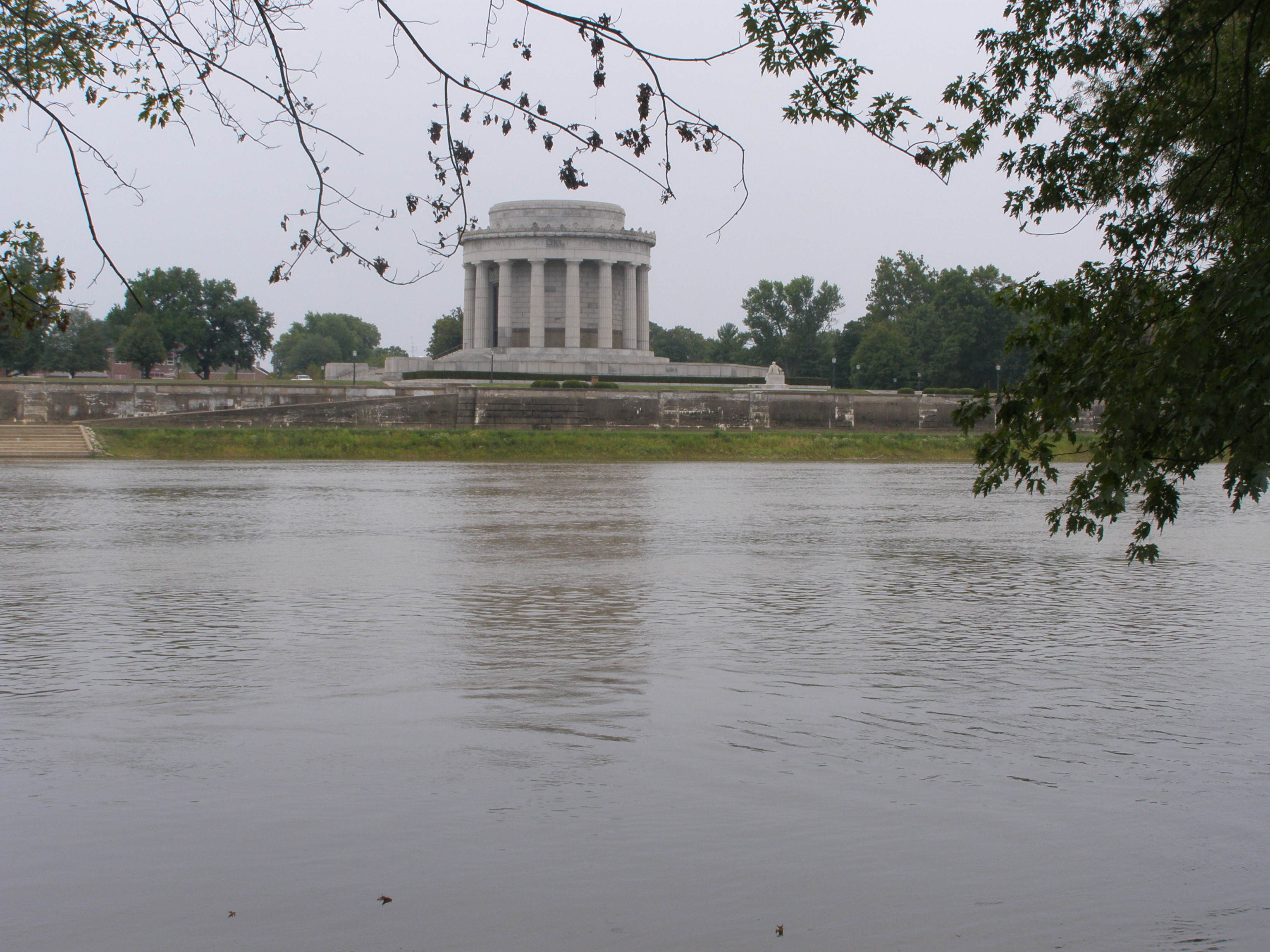
La rotonda desde el otro lado del río Wabash